# Oldebroek
Oldebroek (anhörenⓘ) ist eine Gemeinde der niederländischen Provinz Gelderland nördlich der Veluwe. Sie hat eine Gesamtfläche von 98,84 km² und zählte am 1. Januar 2025 nach Angaben des CBS 24.426 Einwohner.

## Orte
- Oldebroek (Sitz der Gemeindeverwaltung)
- Oosterwolde
- Noordeinde
- ’t Loo
- Hattemerbroek
- Wezep (mit 12.390 Einwohnern der größte Ort der Gemeinde)

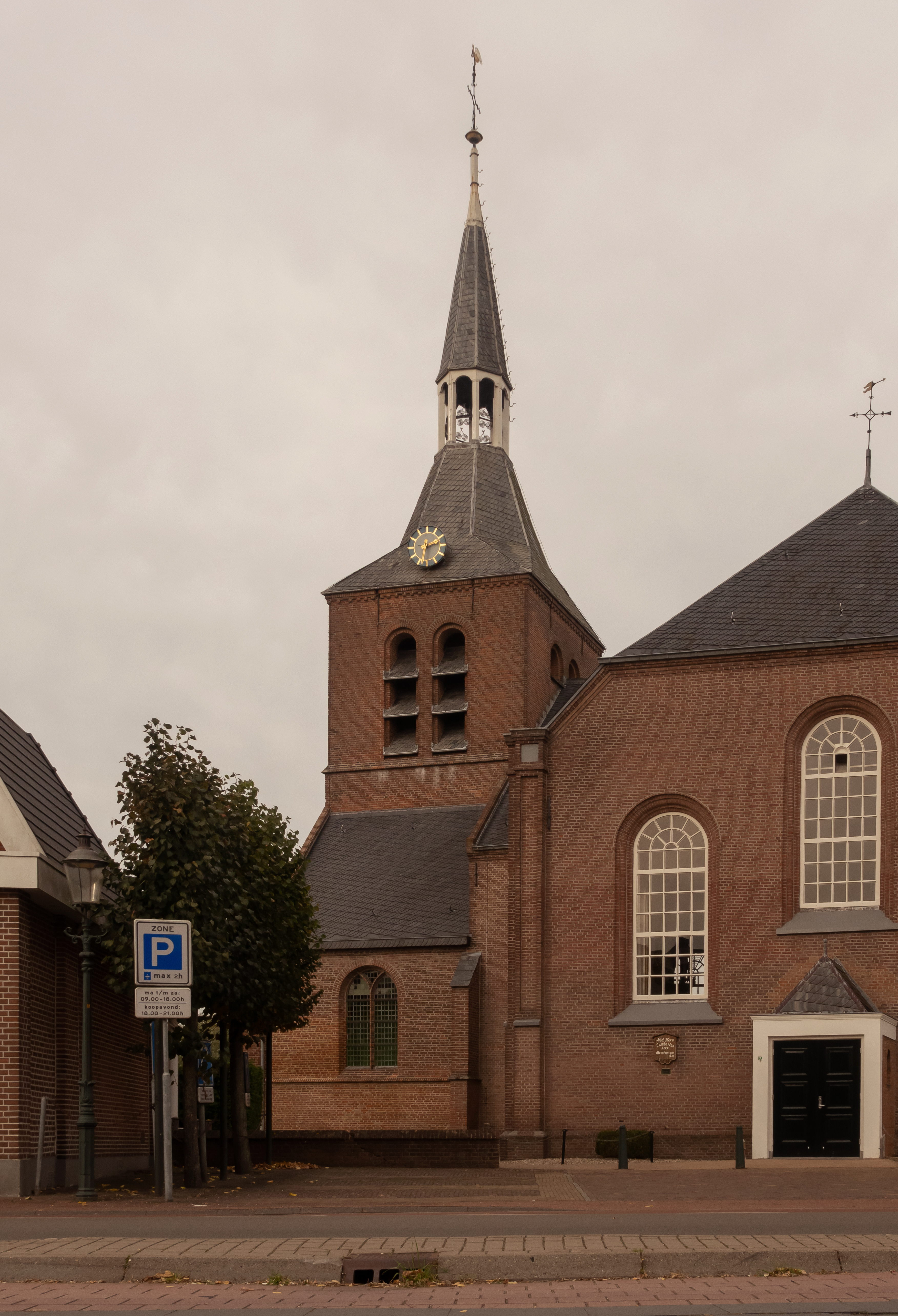
Oldebroek, reformierte Kirche

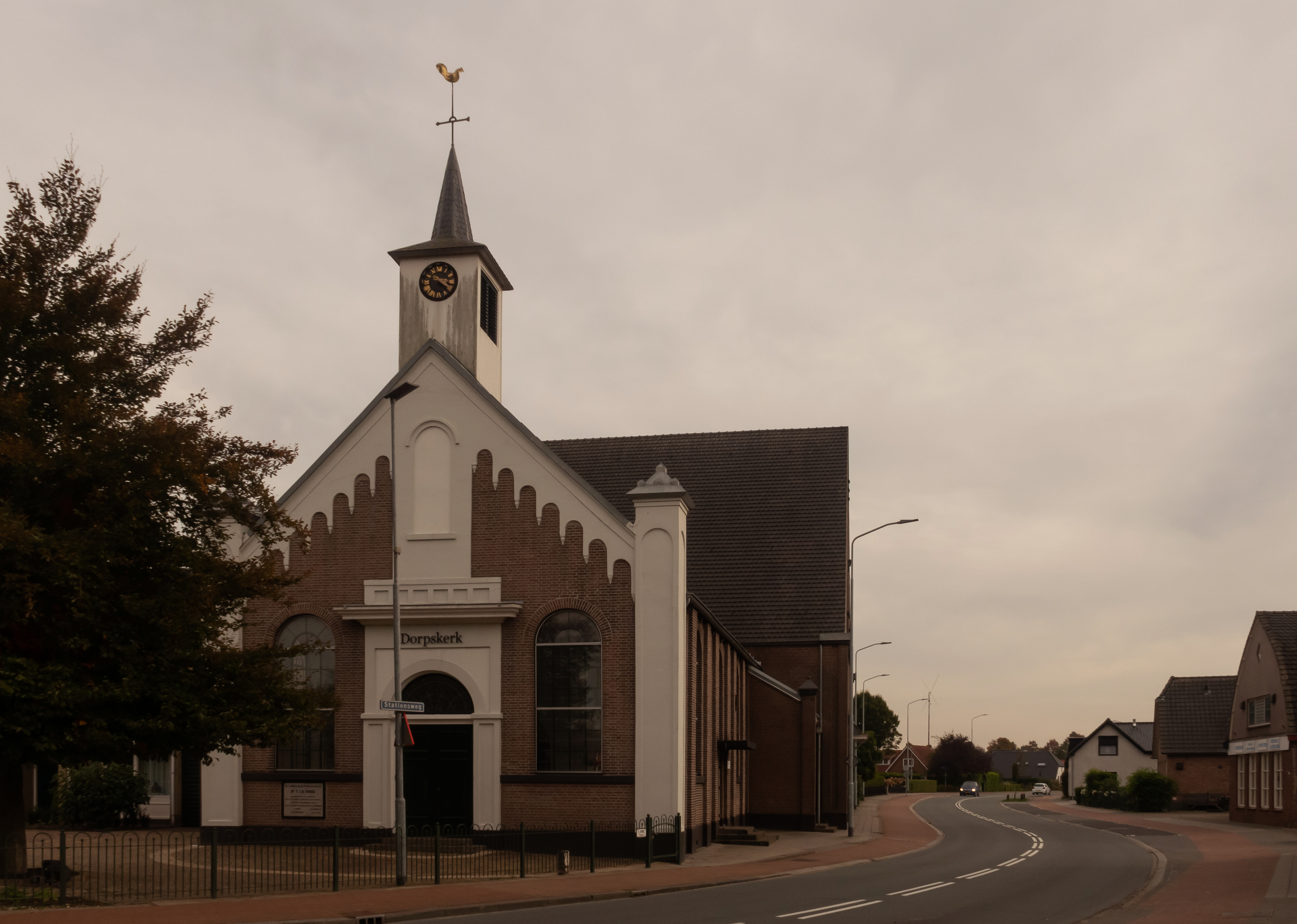
Wezep, die Dorfkirche

## Lage und Wirtschaft
Die Gemeinde bildet den nördlichsten Zipfel der Provinz Gelderland und grenzt an Kampen in Overijssel, so wie an Flevoland. Durch die Gemeinde verlaufen die Autobahnen A50 (Arnheim – Emmeloord) und A28 (Amersfoort – Zwolle), die sich bei Hattemerbroek kreuzen. Wezep hat einen Bahnhof, wo die Lokalzüge Amersfoort – Zwolle halbstündlich halten.
Der Norden und Westen der Gemeinde ist eine Polder- und Wiesenlandschaft, die kaum über Normalnull liegt. Nach Südosten hin wird der Boden immer sandiger und mehr bewaldet oder mit Heide bedeckt: das ist der Nordwesten der Veluwe (Ortshöhe bis zu 45 m über NN).
Haupterwerbsquelle ist die Landwirtschaft, vor allem die Viehhaltung. Daneben ist das Militär ein wichtiger Arbeitgeber: Wezep ist Standort eines Artillerie-Regimentes, mit Schießlager auf der südlich von Wezep gelegenen Oldebroeker Heide. Auch gibt es noch einigen Tourismus (bei ’t Loo und Wezep), und vor allem in Hattemerbroek, an der Autobahn, viel Kleingewerbe.

## Geschichte
Oldebroek, im Mittelalter auch als Hollanderbroek erwähnt, entstand, als nach einer Sturmflut 1170 der Graf von Geldern Menschen aus Holland einlud, das Land wieder urbar zu machen und sich hier anzusiedeln. Wezep entstand zum größten Teil erst im 20. Jahrhundert als Kasernensiedlung und Pendlerdorf (Zwolle ist ja nur 7 km entfernt).
In religiöser Hinsicht sind viele Einwohner der Gemeinde (Wezep ausgenommen) sehr orthodox calvinistisch. Die alten Trachten, die man im Museumsbauernhof zu Oldebroek noch besichtigen kann, werden aber nur selten noch getragen. Die kleinen christlichen Parteien SGP und ChristenUnie haben in der Gemeinde nach wie vor viel Einfluss.

## Politik

### Sitzverteilung im Gemeinderat
Der Gemeinderat wird seit 1982 folgendermaßen gebildet:
| Partei                        | Sitze | Sitze | Sitze | Sitze | Sitze | Sitze | Sitze | Sitze | Sitze | Sitze | Sitze |
| Partei                        | 1982  | 1986  | 1990  | 1994  | 1998  | 2002  | 2006  | 2010  | 2014  | 2018  | 2022  |
| ----------------------------- | ----- | ----- | ----- | ----- | ----- | ----- | ----- | ----- | ----- | ----- | ----- |
| ChristenUnie                  | –     | –     | –     | –     | –     | 6     | 6     | 6     | 6     | 7     | 6     |
| Algemeen Belang Oldebroek     | –     | –     | –     | –     | –     | –     | –     | 3     | 4     | 3     | 4     |
| Christelijk Verbond Oldebroek | –     | –     | –     | –     | –     | –     | –     | –     | –     | –     | 3     |
| CDA                           | 5     | 5     | 6     | 4     | 4     | 4     | 4     | 3     | 3     | 3     | 2     |
| SGP                           | 3     | 4     | 3     | 3     | 3     | 4     | 3     | 4     | 4     | 4     | 2     |
| Duurzaam Oldebroek            | –     | –     | –     | –     | –     | –     | –     | –     | –     | –     | 1     |
| VVD                           | 2     | 2     | 1     | 2     | 2     | 2     | 1     | 1     | 1     | 1     | 1     |
| D66                           | –     | 0     | –     | –     | –     | –     | –     | –     | –     | 0     | 0     |
| PvdA                          | 3     | 4     | 4     | 4     | 4     | 3     | 5     | 2     | 1     | 1     | –     |
| RPF                           | 4     | 4     | 5     | 6     | 6     | –     | –     | –     | –     | –     | –     |
| GPV                           | 4     | 4     | 5     | 6     | 6     | –     | –     | –     | –     | –     | –     |
| Demokraten Oldebroek          | 0     | –     | –     | –     | –     | –     | –     | –     | –     | –     | –     |
| Gemeentebelangen              | 0     | –     | –     | –     | –     | –     | –     | –     | –     | –     | –     |
| Gesamt                        | 17    | 19    | 19    | 19    | 19    | 19    | 19    | 19    | 19    | 19    | 19    |

### Bürgermeister
Seit dem 3. Oktober 2019 ist Tanja Haseloop-Amsing (VVD) amtierende Bürgermeisterin der Gemeinde. Zu ihrem Kollegium zählen die Beigeordneten Liesbeth Vos-van de Weg (ChristenUnie), Ben Engberts (SGP), Bob Bergkamp (Algemeen Belang Oldebroek) sowie der Gemeindesekretär Maurits van de Geijn.